# Inticancha (Puno)
Inticancha es una montaña y sitio arqueológico del mismo nombre en los Andes peruanos, a unos 4.400 metros (14.436 pies) de altura. Se ubica entre los distritos de Juliaca (San Román) y Nicasio (Lampa) en el departamento de Puno.
El sitio arqueológico de Intikancha fue declarado Patrimonio Cultural de la Nación mediante Resolución Directoral Nacional n.º 79. Se encuentra al sur de la montaña y muy cerca de la montaña Pucarani.